# 中国人民解放军陆军坦克第九师
坦克第九师（英語：9th Tank Division），是中国人民解放军陆军曾经的一个坦克师，1976年撤编。

## 概述
1967年7月1日，坦克第九师成立，下辖：
- 坦克第三十三团（前坦克自行火炮第二三六团）
- 坦克第三十四团（前坦克自行火炮第二三九团）
- 坦克第三十五团（前坦克自行火炮第二八三团）

1976年，坦克第九师撤销建制，坦克第三十三团转隶陆军第六十六军，坦克第三十四团转隶陆军第二十一军，坦克第三十五团转隶陆军第二十八军。

## 沿革
- 坦克第九师——（1967年7月1日-1976年1月）